# 秦光远 (1913年)
秦光远（1913年—2002年），男，湖北黄安人，中华人民共和国军事人物，中国人民解放军少将，曾任武汉军区后勤部副政治委员。顾问。